# Olena Apanovych
Olena Mykhailivna Apanovych (Dimitrovgrad, 9 de setembro de 1919 – Kyiv, 21 de fevereiro de 2000) foi uma autora e historiadora ucraniana. Nasceu em 9 de setembro de 1919, em Dimitrovgrad, na Rússia e morreu em 21 de fevereiro de 2000, em Kiev, na Ucrânia. Seu pai era de ascendência bielorrusa, e sua mãe pertencia a uma família nobre da Polônia. Olena graduou-se em Kharkiv, indo estudar em um instituto de jornalismo em Moscou, porém sendo mais tarde transferida para o Instituto Pedagógico de Kharkiv. Foi recipiente do Prêmio Antonovych, além de vários outros prêmios de importância nacional devido à sua contribuição para o estudo da história ucraniana.